# Terminalhaar

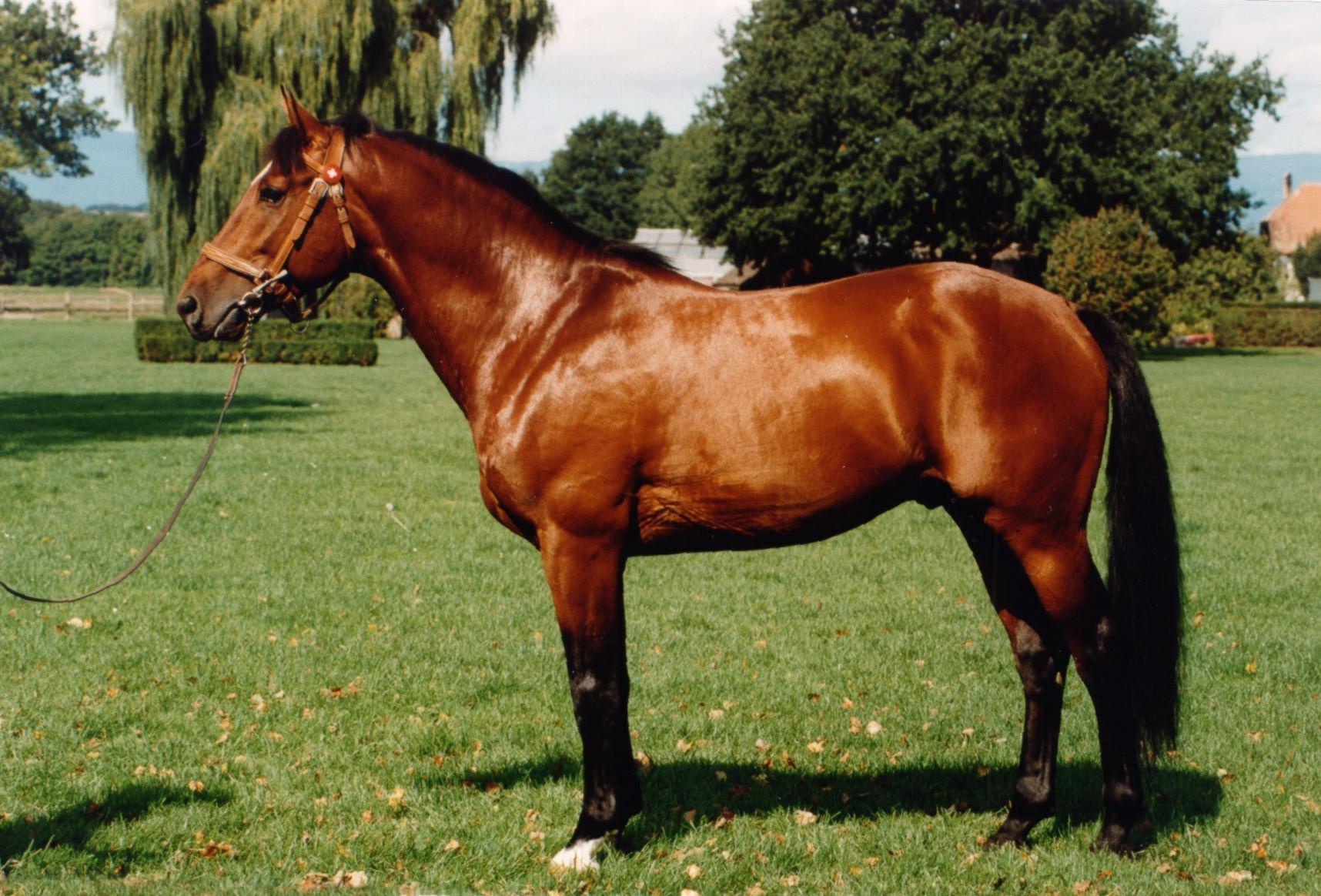
Freiberger Pferd mit Terminalhaar

Das Terminalhaar ist das erwachsene, kräftige, vollständig pigmentierte und ausgebildete Haar. Es unterscheidet sich vom Lanugohaar der Säuglinge und vom Vellushaar, dem unpigmentierten und leichten Flaumhaar. Bei Säugetieren besteht das gesamte Fell in der Regel aus Terminalhaaren. Beim Menschen bestehen das Kopfhaar, aber auch einige andere Stellen des Körpers, wie z. B. die Augenbrauen, Haare auf der Brust und der Schambereich, aus Terminalhaaren.
Das Terminalhaar kann man nicht immer eindeutig vom Vellushaar unterscheiden, zumal die Haare sich jeweils in die andere Art umwandeln können. Es existiert auch eine Übergangsform, welche Intermediärhaar genannt wird.